# イタリア系アメリカ人
イタリア系アメリカ人（イタリアけいアメリカじん、英語：Italian American 、イタリア語：Italoamericano ）は、イタリア出身者かその子孫で、アメリカ合衆国の国籍を持つ人々のこと。
他のヨーロッパ系移民に比べて比較的少数派となっており、合衆国の人口全体の約5.9%にあたる1780万人ほどである。

## 歴史

### 初期移民と南北戦争
アメリカ合衆国にとって最大の危機であったアメリカ南部連合国の独立と南北戦争において、イタリア系移民は北部と南部の二つの連邦にそれぞれ加わっていた。
北部の合衆国政府に属したニューヨーク州にはアイルランド系と並んでイタリア系も多数住んでいた事から、ニューヨーク州軍は主にアイルランド系兵士とイタリア系兵士から編成された。その中でも特に第39ニューヨーク志願歩兵連隊はイタリア統一の英雄である革命家ジュゼッペ・ガリバルディに準えて「ガリバルディ・ガード」（Garibaldi Guard）と呼ばれた。またガリバルディ本人もエイブラハム・リンカーン大統領から北軍の将官職を打診されていたのは有名なエピソードであり、ウィリアム・スワード国務長官が陸軍少将への任官を提案している。他にエドワルド・フェレーロ陸軍少将、フランチェス・B・スピノラ陸軍准将、ルイージ・パルマ・ディ・ケスノラ陸軍大佐らが北軍の将官・将校として活躍した。
南部の連合国政府では幾つかの少数移民グループを纏めた第10ルイジアナ義勇歩兵隊が結成されたが、この部隊にはガリバルディ軍にリソルジメントの最終局面で破れた両シチリア王国の元兵士達が参加していた。彼らはロバート・E・リー将軍の北バージニア軍に加わり、「リーの異国人軍（Lee's Foreign Legion）」の通称で呼ばれた。
総勢で5000名から1万名のイタリア系移民が南北戦争に従軍したと記録されている。

### イタリア南部からの移民
前述のとおり15世紀にアメリカ大陸に渡っていたイタリア人も大勢いたが、多くは1880年代からの移民である。イタリア統一が達成された後、その母体となったサルデーニャ・ピエモンテ王国の人材（ピエモンテ閥）を中心とした統治体制において、旧両シチリア王国に属したイタリア南部や島嶼部の住民は冷遇される日々を送っていた。ブリガンテと呼ばれる南部での反乱や山賊行為に対する激しい鎮圧を経て、一層に困窮したナポリ地方やカラブリア半島、シチリア島の人々を中心に北米への大規模移民が始まった。南部移民の多くは既にイタリア系移民が多数定住していた東海岸北西部（ニューヨーク州とニュージャージー州）に定住し、特にニューヨーク市（マンハッタン・ブルックリン・クイーンズ・ブロンクス）は「イタリア系の街」として発展していった。勿論全員ではなく少数ながら西海岸に進んだ人々も記録されている。イタリア系アメリカ人、とくにアメリカに移民した者達は自己の文化を保ちながら仕事・生活に従事するため、同じイタリア人で移民者のコミュニティを作ってリトル・イタリーと呼ばれるイタリア人街が随所に出来上がった。
全てのイタリア南部からの移民者が定住を望んだわけではなく、少なくない人々は一時的な出稼ぎとして北米に出向き、一財産を築いて故郷に錦を飾る者も大勢いた。老年まで定住して移民先に子供や孫を儲けた場合でも、老人になってからの余生はやはりイタリア本国で過ごそうと帰国する傾向が南部移民1世には見られた。また初期の時点ではイタリア北部・中部からのブラジル・アルゼンチンなど南米への移民者も同程度存在し、イタリア国家全体にとって移民送出の時代といえた。
イタリアがドイツと同じく集権国家が建設されて間もない時期に移住した移民1世たちは同じ県（統一直後のイタリア王国は州制度を採用していなかった）や市町村（コムーネ）で更に分化されたネットワークを形成した他、親子兄弟はもちろん叔父叔母や従兄弟など親族を呼び集めて集団移住を図るケースも多かった。他の白人（特にドイツ系・イギリス系・フランス系など初期の移民者）に比べ仕事・収入が限られていたことなどもあり、大抵は貧民窟と化していた。近世から近代にかけてのイタリアの家庭観念は非常に保守的で家父長的であり、女性（妻・娘）が家の外で働くのは一家の恥と受け取られていた。その為に共働きで生計を立てる家庭は少なく、経済的な貧しさに拍車をかけていた。同様の家父長的姿勢から教育も父親が子供に自分の仕事を仕込んで家業を継がせるという習慣が残り、アメリカで一般化していった義務教育を「働き手が取られる」と拒否する家庭が相次いだ。
こうした点からイタリア系アメリカ人たちはそれまで民族自決に貢献してきた人々という好意的イメージから、貧しく無学な移民集団という固定観念で見られるようになった。イタリア系と同じく後発移民でありながらグレートブリテン連合王国出身で英語の技能に長けており、軍人・警官・消防士などの下級公務員で栄達を目指したアイルランド系とも格差が付いてしまっていた。それでも移民1世の中に肉体労働から脱して理髪店や料理店、小売店など小規模な自営業を営んで身を立てる者達も現れたが、今度は移民斡旋や商業の仲介で暗躍していたイタリア系マフィアがみかじめ料の徴収などで力を伸ばした事で、「マフィアの集団」という別の悪感情で見られてしまう事態に陥った。
1891年3月14日にはイタリア系アメリカ人がニューオーリンズの警察署長であるデヴィッド・ヘネシー殺害に関与したマフィアという嫌疑をかけられ、11人がリンチを受けて殺害された（1891年3月14日のリンチ事件）。
映画「ゴッド・ファーザー」には、イタリア系アメリカ人が背負ってきた負のイメージが描かれている。

### 二度の世界大戦
第一次世界大戦の戦勝国となった事で、イタリアは欧州列強の一員として国際的な権威を持つようになり、それまで貴族や知識人階級が中心であった民族主義も総力戦や塹壕戦を通じて大衆への広がりを見せた。本国の動きはイタリア系アメリカ人社会にも影響を与え、それまで出身地別に分かれていた共同体を統合する動きが盛り上がりを見せた。こうした流れは本国でベニート・ムッソリーニ率いる国家ファシスト党が独裁政権を獲得するとピークに達し、北米移民のイタリア・ナショナリズムを鼓舞するべくイタロ・バルボ空軍大臣による大西洋無着陸飛行、北米ファシスト協会の結成などが行われ、イタリア本国に戻ってファシスト党に入党する者もいた。経済階級的にも移民2世になると流暢な英語を用いて、公教育を受けて弁護士や銀行家など上流階級へ立身を果たす人物も現れ始めた。
1941年よりアメリカも参戦した第二次世界大戦では、イタリアとアメリカが敵同士となったが、イタリア系の多くはイタリアと同じ枢軸国となった日本にルーツを持つ日系アメリカ人の強制収容のような悲劇には見舞われなかった。しかし、危険分子と見なされた3200人のイタリア系が逮捕され、そのうち320人は強制収容されるという事件が起こった。また、それ以外にも市民権を取得していないイタリア移民は“敵性外国人”と見られ、様々な規制が加えられた。一方で少なくないイタリア系は日系人がそうであったように、祖先の土地ではなく自らの故郷である合衆国への忠誠を選び、前線で従軍した。イタリア系の軍人からは13名の名誉勲章受勲者が記録されており、太平洋戦争で3000名の日本軍を一個分隊で足止めしたジョン・バジロン海兵軍曹が特に有名である。これらの行動は戦後にイタリア系への偏見を拭うのに大きく貢献した。
またファシスト党はマフィア組織を徹底して弾圧した事から、イタリア系アメリカ人マフィアのラッキー・ルチアーノらは現地のマフィアと連絡を取り、連合軍に協力している。

### 現代のイタリア系アメリカ人
1990年代、イタリア系の3分の2がホワイトカラーであり、マフィア構成員は数千人程度まで減少したとされる。異人種間結婚も交え移民4・5世まで誕生している現在の彼らは、アメリカ社会の主流（mainstream）への同化が進んでいる。2000年、上院から第二次世界大戦中の敵性外国人指定に関するイタリア系アメリカ人社会への謝罪と補償の決定がなされている。

## 著名なイタリア系アメリカ人

### 政治
- フィオレロ・ラガーディア：第99代ニューヨーク市長
- ルドルフ・ジュリアーニ：第107代ニューヨーク市長
- ビル・デブラシオ：第109代ニューヨーク市長
- ウィリアム・パカ：第3代メリーランド邦知事
- アルフレッド・スミス：第42代ニューヨーク州知事、アイルランド系・イタリア系・イギリス系・ドイツ系のクォーター
- マリオ・クオモ：第52代ニューヨーク州知事
- ジョージ・パタキ：第53代ニューヨーク州知事
- アンドリュー・クオモ：第56代ニューヨーク州知事、マリオ・クオモの息子、クリス・クオモの兄
- クリス・クリスティ：第55代ニュージャージー州知事、アイルランド系・イタリア系のハーフ
- ジャネット・ナポリターノ：第3代国土安全保障長官、第25代アリゾナ州知事
- ナンシー・ペロシ：第60・63代下院議長
- リック・サントラム：2012年大統領選共和党予備候補者
- マイケル・ポンペオ：第70代国務長官

### 実業界
- アーロン・マリーノ：アルファ・エム創業者
- アンソニー・ロッシ：トロピカーナ創業者
- リー・アイアコッカ：クライスラー会長
- ギル・アメリオ：AppleCEO
- ポール・オッテリーニ：インテルCEO
- アンドリュー・ビタビ：クアルコム創業者
- ロバート・ベネデット：ベネデット・ギター創業者
- ロバート・モンダヴィ：ロバート・モンダヴィワイナリー創業者
- ボブ・グッチョーネ：ベントハウス誌創業者
- マリオ・セガール - 不動産開発事業者

### 軍事
- ジョン・バジロン：海兵隊軍曹、太平洋戦争での名誉勲章受勲者、硫黄島の戦いで戦死
- サルヴァトーレ・アウグスティノ・ギュンター（英語版）：陸軍軍曹、アフガニスタン紛争の名誉勲章受勲者
- ドミニク・サルヴァトーレ・"ドン"・ジェンティーレ（英語版）：空軍少佐、第一次世界大戦のエース・パイロット
- フランシス・D・ヴァヴァラ（英語版）：陸軍中尉及び州軍少将、デラウェア州軍総監
- エドワルド・フェレーロ（英語版）：陸軍少将、南北戦争の北軍将官
- アンソニー・ジニー（英語版）：海兵隊大将、第6代アメリカ中央軍司令官
- ピーター・W・チェレッリ（英語版）：陸軍大将、第32代アメリカ陸軍副参謀総長
- エドムンド・ジャンバスティアーニ（英語版）：海軍大将、第7代アメリカ統合参謀本部副議長
- ピーター・ペース：海兵隊大将、第16代米アメリカ統合参謀本部議長、第6代アメリカ統合参謀本部副議長

### 芸能
- ジャニーン・ガラファロ：女優・コメディアン
- ジェームズ・ガンドルフィーニ：俳優
- フランク・キャプラ：映画監督
- ヴィンセント・ギャロ：俳優・映画監督
- ニコラス・ケイジ：俳優
- フランシス・フォード・コッポラ：映画監督
- ビル・コンティ：映画音楽作曲家
- アラン・シルヴェストリ：映画音楽作曲家
- マーティン・スコセッシ：映画監督
- シルヴェスター・スタローン：俳優
- クエンティン・タランティーノ：映画監督
- マイケル・チミノ：映画監督
- ダニー・デヴィート：俳優
- チャーリー・デイ：俳優
- トニー・デニソン：俳優
- ロバート・デ・ニーロ：俳優
- スタンリー・トゥッチ：俳優
- レオナルド・ディカプリオ：俳優
- ジョン・トラボルタ：俳優
- アル・パチーノ：俳優
- エリク・パラディーノ：俳優
- ブライアン・デ・パルマ：映画監督
- アン・バンクロフト：女優
- アーネスト・ボーグナイン：俳優
- フランク・ボーゼイジ：映画監督
- ヴィンセント・ミネリ：映画監督
- アリッサ・ミラノ：女優
- マット・ルブランク：俳優
- レネ・ルッソ：女優
- ジェイ・レノ：コメディアン
- レイ・ロマーノ：俳優・声優・コメディアン
- スティーヴ・カレル:コメディアン・俳優・脚本家

### 音楽
- アリアナ・グランデ：歌手・女優
- ピーター・クリス：ミュージシャン、KISSのドラムス担当
- フランク・ザッパ：ミュージシャン
- フランク・シナトラ：歌手・俳優
- ジョン・ボン・ジョヴィ：ロック・シンガー
- グウェン・ステファニー：歌手
- スティーヴン・タイラー：ミュージシャン
- ボビー・ダーリン：歌手
- ローラ・ニーロ：シンガーソングライター
- アンジェロ・バタラメンティ：作曲家
- トニー・ベネット：歌手
- クリス・ボッティ：トランペット奏者
- ジェフ・ポーカロ：ミュージシャン、TOTOの元ドラマー
- マイク・ポーカロ：ミュージシャン、TOTOの元ベーシスト
- スティーヴ・ポーカロ：ミュージシャン、TOTOのキーボード奏者
- ディーン・マーティン：歌手・俳優
- ヘンリー・マンシーニ：作曲家
- ジャン・カルロ・メノッティ：作曲家
- マドンナ：ミュージシャン
- エリック・マーティン：ミュージシャン、MR. BIGのヴォーカリスト
- シンディ・ローパー：ミュージシャン・女優
- レディー・ガガ:ミュージシャン・女優
- ウルピオ・ミニッツィ：作曲家・音楽家

### 学者
- リカルド・ジャコーニ：宇宙物理学者
- エミリオ・セグレ：物理学者
- エンリコ・フェルミ：物理学者
- フランコ・モディリアーニ：経済学者
- リータ・レーヴィ＝モンタルチーニ：神経学者
- アンソニー・ファウチ：免疫学者

### スポーツ
- クリス・アルギエリ：プロボクサー
- ルー・アルバーノ：プロレスラー、マネージャー
- ヴィトー：プロレスラー
- ジェニファー・カプリアティ：テニス選手
- ロイ・キャンパネラ：メジャーリーガー
- ランディ・サベージ：プロレスラー
- ロン・サント：メジャーリーガー
- ジェイソン・ジアンビ：メジャーリーガー
- フランク・セペ：ボディビルダー
- ジョー・ディマジオ：メジャーリーガー
- ジョー・トーリ：メジャーリーグ監督
- ナンジオ：プロレスラー
- ポール・マリナッジ：プロボクサー
- チャック・パルンボ：プロレスラー
- マイク・ピアッツァ：メジャーリーガー
- マット・ビオンディ：競泳選手
- クレイグ・ビジオ：メジャーリーガー
- アンディ・ペティット：メジャーリーガー
- ヨギ・ベラ：メジャーリーガー
- ブライアン・ボイタノ：フィギュアスケート選手
- マイク・マタラゾ：ボディビルダー
- ロッキー・マルシアノ：プロボクサー
- フィル・ミケルソン：ゴルファー
- マイク・ムッシーナ：メジャーリーガー
- ゴリラ・モンスーン：プロレスラー
- トニー・ラゼリ：メジャーリーガー
- トミー・ラソーダ：メジャーリーグ監督
- トニー・ラルーサ：メジャーリーグ監督
- ポール・ローマ：プロレスラー
- ジュゼッペ・ロッシ：サッカー選手
- アーニー・ロンバルディ：メジャーリーガー
- マイク・ダントーニ：バスケットボール選手
- ヴィニー・デル・ネグロ：バスケットボール選手
- トム・ググリオッタ：バスケットボール選手

### 文学
- グレゴリー・コーソ：詩人
- R・A・サルバトーレ：作家
- ドン・デリーロ：劇作家・小説家
- カミール・パーリア：社会学者・作家
- エヴァン・ハンター：作家
- マリオ・プーゾ：作家

### 芸術
- ジョージア・オキーフ：画家
- フランク・ステラ：画家
- フランク・フラゼッタ：画家
- ジョセフ・バーベラ：アニメーター

### 犯罪者
- アル・カポネ：マフィア
- ラッキー・ルチアーノ：マフィア
- ヴィト・ジェノヴェーゼ：マフィア
- ジョセフ・ボナンノ：マフィア